# Neues in Wittstock
Neues in Wittstock ist der vorletzte Dokumentarfilm aus dem Wittstock-Zyklus von Volker Koepp und der erste in dieser Reihe, der 1992 nach der Wiedervereinigung der beiden deutschen Staaten entstand.

## Handlung
Wie auch in den vorhergegangenen Teilen des Zyklus wird unter Einbeziehung von Rückblenden die Entwicklung der Mädchen und Frauen, deren filmdokumentarische Begleitung 1974 nach der Inbetriebnahme des VEB Obertrikotagenbetrieb „Ernst Lück“ Wittstock/Dosse begann, weiter erzählt.
Stand im Mittelpunkt der Handlung bislang der Aufbau der Produktionsstätte und die damit einhergehende Entwicklung der Protagonistinnen von lernenden, fragenden und suchenden hin zu gestaltenden, ihren Lebensmittelpunkt in Arbeit und Privatleben findenden Akteuren, so wird diese Entwicklung durch die Vereinigung der beiden deutschen Staaten und die in diesem Zusammenhang erfolgende Abwicklung des volkseigenen Betriebes unterbrochen.
Der Film beginnt im Jahr 1990, wenige Wochen vor der Währungsunion, mit der Führung einer westdeutschen Besuchergruppe am Fuße der Wittenburger Marienkirche. Das Auftreten der zum Kriegsende von Wittstock nach Hamburg evakuierten ehemaligen Schüler sowie das Angebot des Stadtführers „sie können fast ganz Wittstock kaufen“ künden vom Anbruch der neuen Zeit.
Rückblenden zeigen noch einmal die Entwicklung des Betriebes von seiner Eröffnung 1974 bis in das Jahr 1990 mit ca. 2.700 Beschäftigten. Stellvertretend für die Mädchen und Frauen steht wieder die Geschichte von Edith, Elsbeth (Stupsi) und Renate im Mittelpunkt der Dokumentation. Die bevorstehende Insolvenz des OTB und die sich damit in der Region ausbreitende Arbeitslosigkeit beginnen das Verhalten und Denken der Frauen zu verändern.
Edith, zuletzt als Obermeisterin und Abteilungsleiterin tätig, ist im September 1989 aus der SED ausgetreten. Als Grund führt sie die zunehmende Diskrepanz zwischen Theorie und Praxis an. Angesichts des bevorstehenden Stellenabbaus überwiegen bei ihr am Anfang, die eigene berufliche Zukunft betreffend, trotzdem verhalten optimistische Töne. Sie wird als erste der drei Frauen am 3. Juni 1990 entlassen. Nach einem Jahr Arbeitslosigkeit verlässt Edith Wittstock und zieht nach Neuenstadt am Kocher, wo sie eine neue Anstellung findet.

„… mein Arbeitsplatz ist nicht sicher. … Es kommen immer wieder neue Aufgaben, man muss sich immer wieder umstellen.“

Renate, seit 35 Jahren in der Textilbranche tätig, davon 17 Jahre im OTB, ist im Januar 1990 nach fast 30 Jahren Mitgliedschaft aus der SED ausgetreten. Sie kann nicht begreifen, dass ihr langes gesellschaftliches Engagement jetzt ohne Bedeutung zu sein scheint. Als zweite der Frauen verliert sie 1991 ihre Arbeit.

„… wir sind immer so schön marschiert … das Denken wurde uns abgenommen, da oben haben sie für uns gedacht … ich hab’s auch gerne gemacht. 30 Jahre für die Katz …“

Elsbeth (Stupsi) vermisst den Zusammenhalt und die gemeinsamen Erlebnisse mit den Kolleginnen des OTB.

„… das ist das, was jetzt fehlt, das Zusammenhalten. Jetzt ist jeder für sich. … ne schöne Jugend, ne schöne Zeit. Ich glaube nicht, dass unsere Kinder die mal haben werden.“

Der Film lässt den 1932 in Wittstock geborenen Leiter der Treuhandanstalt, Niederlassung Schwerin, Karl-Heinz Rüsberg, zu Wort kommen. Der Auftritt von Rüsberg ist wie die Auferstehung eines Geistes aus vergangener Zeit inszeniert. Die Präsentation neben dem Modell der Stadt und Aussagen von Rüsberg wie

„… das Gebiet eignet sich … für Hamburg und Berlin als Einfallstor zu der brandenburgischen und mecklenburgischen Seenplatte …
Generell haben wir das Problem, dass diese 5 Bundesländer wieder zu christianisieren sind, weil dieses verheerende SED-Regime viele Menschen aus der Kirche getrieben hat ...“

erscheinen im Kontrast zu den in den Koepp-Filmen erzählten Lebenswegen der Frauen in Wittstock.
Der letzte Dreh des Filmteams im Werk, welches jetzt unter dem Namen Freizeit-Moden GmbH in Gründung firmiert, findet im Dezember 1990 statt. Aus dem Gespräch mit Elsbeth erfährt das Team, dass im nächsten Jahr der Abbau weiterer 1.000 Stellen geplant ist.
In einzelnen Szenen wird der Wandel in Wittstock dargestellt, so bei der Einblendung von Straßenschildern und Filialen westdeutscher Unternehmen im Zentrum der Stadt. Die grassierende Arbeitslosigkeit und die damit verbundenen Probleme sind ein Hauptthema des Films. Jugendliche berichten über die zunehmende Ablehnung von Ausländern, die als Konkurrenten für die wenigen vorhandenen Arbeitsplätze gesehen werden. Längere Szenen zeigen Begegnungen mit den 1991 noch in Deutschland stationierten Soldaten der Gruppe der Sowjetischen Streitkräfte in Deutschland.
Die Freizeit-Moden GmbH wird nach Liquidation durch die Treuhandanstalt verkauft und firmiert danach unter dem Namen WIW, Wittstocker Industriewerke. Von den ehemals 2.700 Arbeiterinnen sind noch etwa 750 im Betrieb beschäftigt. Ein Gespräch mit dem Filmteam wird vom Direktor der WIW, Herrn Winkler, mit dem Hinweis auf nicht geschäftsfördernde Publicity abgelehnt.

## Produktion und Veröffentlichung
Der Film entstand in den Jahren 1990 bis 1992 in Zusammenarbeit des DEFA-Studios für Dokumentarfilme und der französischen Fernsehproduktionsgesellschaft La Sept und wurde am 20. November 1992 durch den in deutsch-französischer Kooperation betriebenen Fernsehsender Arte erstmals ausgestrahlt.

## Kritik
„Nach dem Fall der Mauer besucht Volker Koepp erneut die Arbeiterinnen in der kleinen Gemeinde Wittstock, die von ‚ihrem‘ Trikotagenwerk auf Gedeih und Verderb abhängig sind. Koepp zeichnet die Konsequenzen der Wiedervereinigung auf und beschreibt die wirtschaftlichen und sozialen Umwälzungen in Ostdeutschland. Durch die Schicksale dreier Arbeiterinnen, die Koepp in den letzten 20 Jahren schon mehrmals aufsuchte, erhält seine Dokumentation individuelle Züge. Ein aufwendiger Dokumentarfilm, der am Mikrokosmos die Befindlichkeit in den neuen Ländern beschreibt und dabei ebenso engagiert wie einfühlsam Einlassung und Stellungnahme verbindet.“

„Der Blick richtete sich in den Wittstock-Filmen stets auf den Alltag, nicht auf Politik im engeren Sinne. Daher wirkt auch stimmig, daß in Neues in Wittstock der Herbst 89, die Währungsumstellung und Vereinigung gar nicht oder nur am Rande vorkommen. Was in Neues in Wittstock als DDR-Nostalgie mißverstanden wurde, ist jene Wehmut, die auch schon Leben in Wittstock durchzog: eine existentielle Trauer über das Vergehen der Zeit, das Altern, das Verblassen von Träumen, den Verlust von Protestenergie.“